# ナリンギン
ナリンギン (Naringin) は、フラバノン類の1種である。

## 構造上の特徴
ナリンギンの構造は、フラバノンの水酸基に、ネオヘスペリドースが結合した配糖体である。なお、ナリンギンのアグリコンは、ナリンゲニンと呼ぶ。

## 所在
ナリンギンは天然に存在する化合物の1つであり、柑橘類の果皮などに含有される、苦味物質の1つである。なお、柑橘類の中には生薬として用いられる物も有る。ナリンギンが成分の1つとして含有される生薬としては、例えば、橙皮、枳実、陳皮、橘皮などが挙げられる。